# Troglobiont

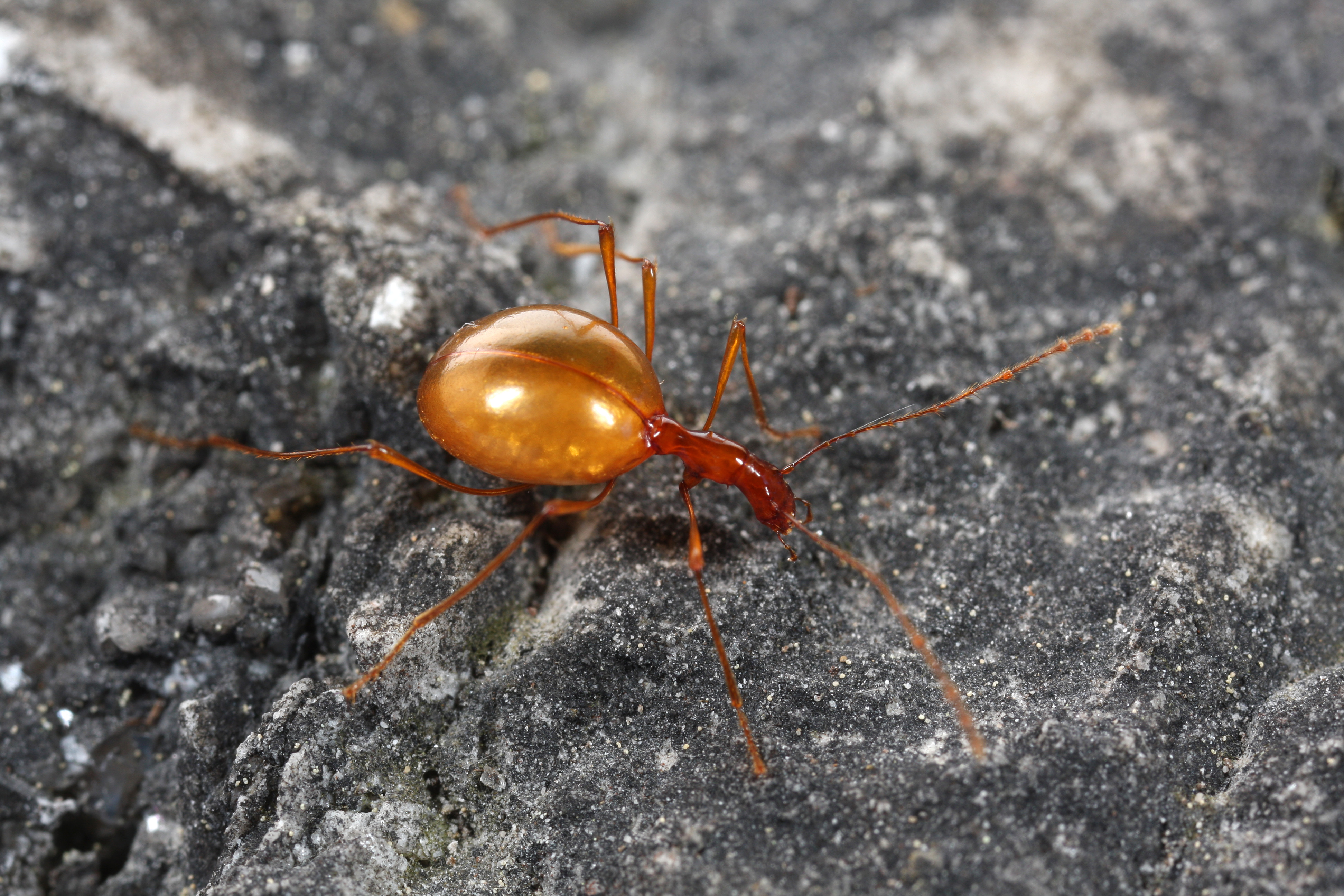
Leptodirus hochenwartii – chrząszcz występujący w jaskiniach krasowych

Troglobiont (gr. trogle = jaskinia + bíos = życie) – organizm przystosowany do życia wyłącznie w jaskiniach, jamach i łączących się z nimi wodach podziemnych. Wodne troglobionty nazywane są stygobiontami.